# Pododula ancisa
Pododula ancisa är en insektsart som beskrevs av Karsch 1896. Pododula ancisa ingår i släktet Pododula och familjen gräshoppor. Inga underarter finns listade i Catalogue of Life.

## Bildgalleri

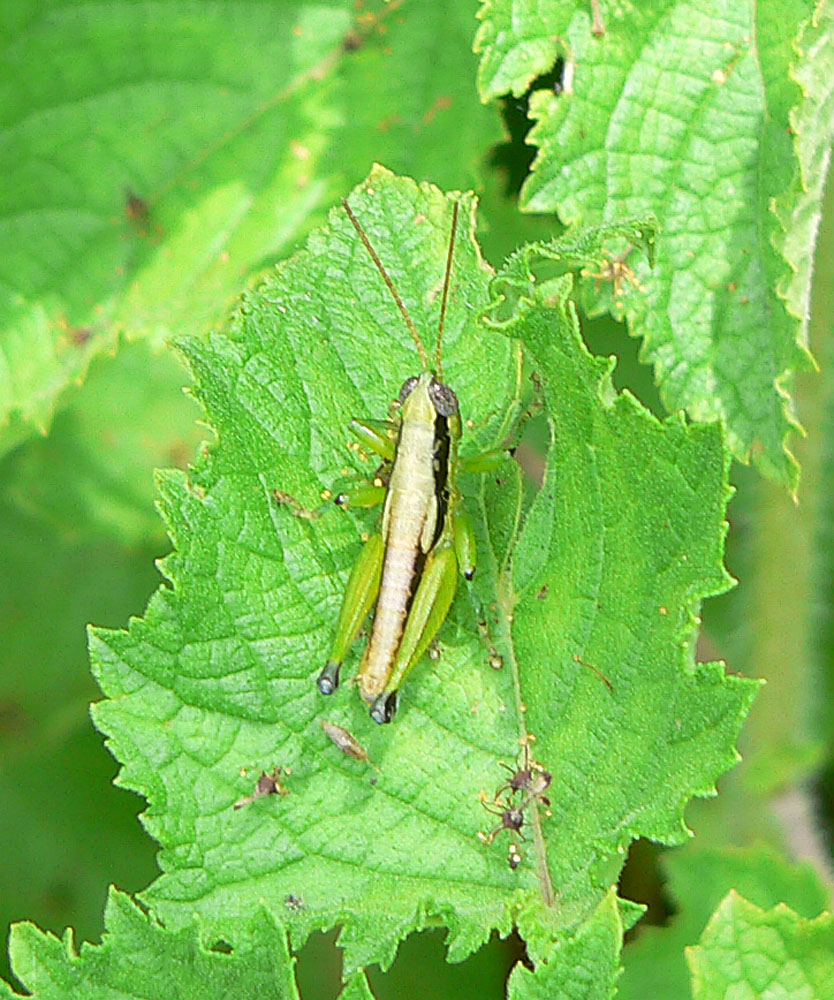
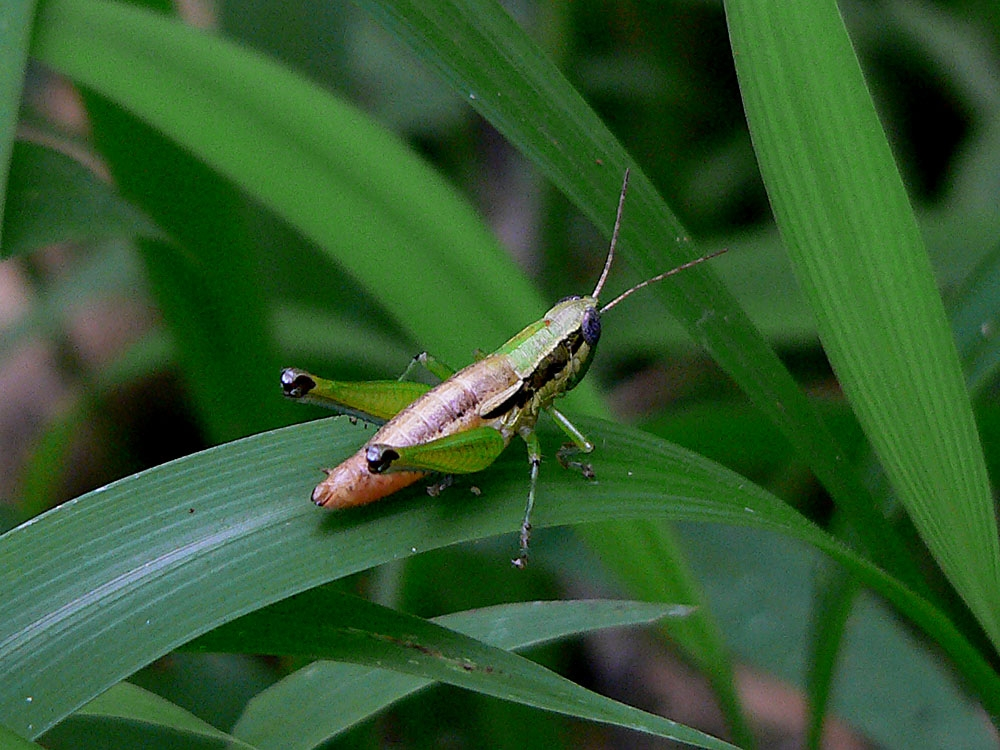